# Via da qua
Via da qua è un singolo del gruppo musicale italiano Management, pubblicato il 12 ottobre 2015 dall'etichetta La Tempesta.
Si tratta di una reinterpretazione del brano di Lou X, presente nell'album La realtà, la lealtà e lo scontro (1998), realizzata in collaborazione con i 99 Posse in supporto alle manifestazioni contro le trivellazioni nell'Adriatico.

## Descrizione
Per sensibilizzare l'opinione pubblica sul tema delle trivellazioni nell'Adriatico al largo della costa dei Trabocchi in Abruzzo, il Management decise di reinterpretare, con la collaborazione dei 99 Posse, il brano Via da qua, originariamente composto dal rapper Lou X. Secondo gli stessi membri del gruppo, Lou X «ha sempre preso la battaglia, la strada e la costa abruzzese, come punto di riferimento della propria poetica» e, per tali ragioni, decisero di rendergli omaggio. La collaborazione del Management con i 99 Posse nasce nel giugno del 2015 durante le registrazioni di I Love You (2015), terzo album in studio del gruppo.
Prodotto da Giulio Favero e Marco Di Nardo, Via da qua è stato registrato nel giugno del 2015 presso il Lignum Studio di Villa del Conte, in provincia di Padova. Il brano è stato missato al Folder Studio di Napoli da Marco Messina e Daniele Vigorito, che ha curato anche il mastering presso il Beautyfarm Sound. In precedenza, il Management aveva già manifestato la propria contrarietà alle trivellazioni nell'Adriatico realizzando, con oltre trenta artisti abruzzesi, una reinterpretazione di Come è profondo il mare (1977) di Lucio Dalla.
Secondo il gruppo, il titolo del brano è portatore di sentimenti contrastanti: «è un grido di rabbia, ma al tempo stesso incarna la protesta e l'attaccamento della gente frentana alla propria terra e al proprio mare». Il brano è accompagnato da un video musicale diretto da Duilio Scalici e presentato in anteprima su il Fatto Quotidiano il 12 ottobre 2015.

## Tracce
Download digitale
1. Via da qua – 4:43 (testo: Lou X)

## Formazione
Di seguito sono elencati i musicisti che hanno partecipato al brano e il personale che ha collaborato alla sua realizzazione:
Musicisti
- Luca Romagnoli – voce
- Luca "'O Zulù" Persico – voce
- Marco Di Nardo – chitarre, cori
- Giulio Ragno Favero – basso
- Nicola Ceroli – batteria, cornamusa, ciaramella
- Sacha Ricci – tastiere
- Marco Messina – programmazione
- Massimo "JRM" Jovine – programmazione

Produzione
- 99 Posse – arrangiamenti
- Giulio Ragno Favero – produzione, registrazione
- Marco Di Nardo – produzione
- Marco Messina – missaggio
- Management – arrangiamenti
- Daniele Vigorito – missaggio, mastering